# Adam Krawutzcky
Adam Krawutzcky (ur. 2 marca 1842 w Prudniku, zm. 18 stycznia 1907) – niemiecki profesor, teolog katolicki.

## Życiorys
Uczęszczał do gimnazjum w Nysie. Studiował teologię we Wrocławiu i Monachium, gdzie uzyskał doktorat w 1865. Po święceniach kapłańskich w 1865 został kapelanem w Kątach Wrocławskich i w kościele św. Michała Archanioła we Wrocławiu. W 1885 został profesorem nadzwyczajnym we Wrocławiu, a w 1888 profesorem zwyczajnym teologii moralnej.

## Wybrane prace
- 1865: Zählung und Ordnung der heiligen Sacramente der katholischen Kirche in ihrer geschichtlichen Entwickelung[1]
- 1868: De visione beatifica in Benedicti constitutionem „Benedictus Deus”[2]
- 1872: Petrinische Studien[3]
- 1902: Moraltheologische Einleitung. Anhang IV. Bemerkungen über die Pflichtengruppen des religiösen Lebens[4]